# ثيازيد

بنزوثيازيد

كلوروثيازيد

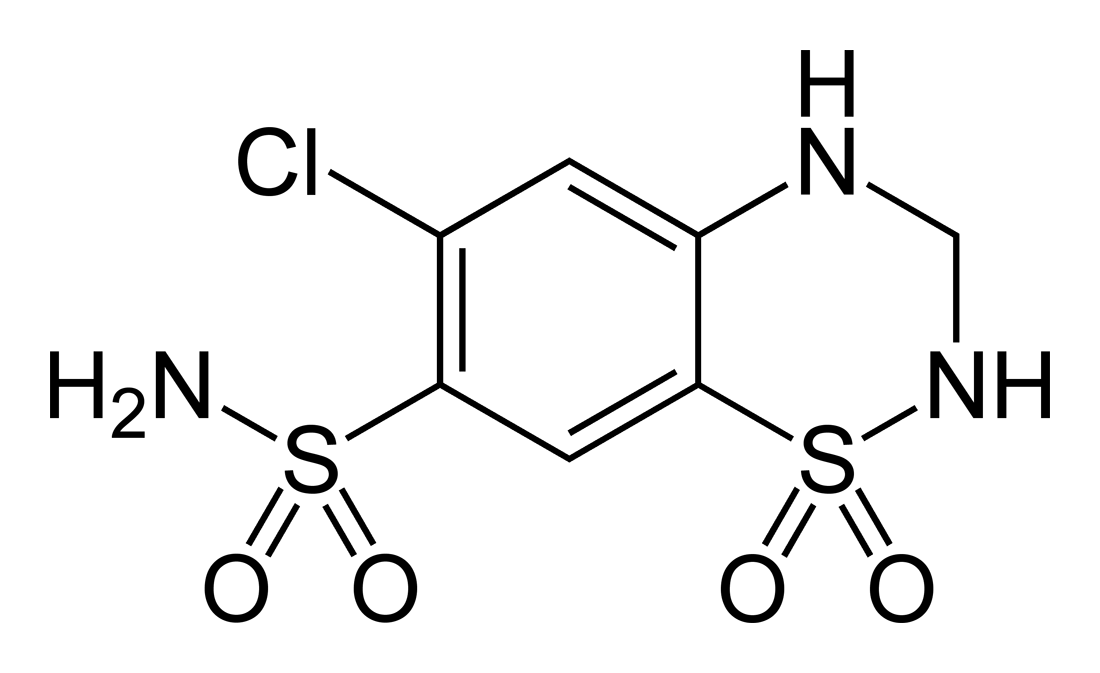
هيدروكلوروثيازيد

الثيازيد هي إحدى الجزيئات  التي تستخدم كمدرات للبول ، تستخدم غالبا لعلاج ارتفاع ضغط الدم والوذمات (مثل تلك التي تحدث بسبب أمراض القلب والكبد والكلى).
أدوية الثيازيد وأشباه الثيازيد تقلل نسبة الوفيات والإصابة بالسكتة الدماغية والنوبة القلبية، وفشل القلب الناتجة عن ارتفاع ضغط الدم  يتمتع ثيازيد وشبيه الثيازيد بنفس الخصائص ويستهدفان نفس المكان في الجسم لكنهما يختلفان في التركيب الكيميائي، فالثيازيد من مشتقات سلفوناميد أما شبيه الثيازيد لا ينتمي إلى مشتقات سَلفوناميد ولذلك فإن شبيه الثيازيد هو البديل المناسب للمرضى الذين يعانون حساسية اتجاه مركبات سَلفوناميد.
هذا النوع من الأدوية تم تطويره من قبل (شركة ميرك وشركاه) (Merck and Co) عام 1950 .وكان أول ثيازيد تم تصنيعه هو كلوروثيازيد وتم تسويقه تحت اسم داي يريل سنة 1958. في معظم البلدان تعد أدوية الثيازيد هي الأدوية الأقل تكلفة لعلاج ارتفاع ضغط الدم. أول ثيازيد تم تصنيعه هو كلوروثيازيد (لا يستخدم الآن في العلاج؛ لأن الجهاز الهضمي لا يمتصه بشكل جيد)، الدواء الأكثر استخداماً الآن هو هيدروكلوروثيازيد. أما الأمثلة على شبيه ثيازايد فمنها مِيتُولازُون، وكلُورتاليدُون.

## الاستخدامات الطبية

### ارتفاع ضغط الدم
وفيما يتعلق فعالية في علاج ارتفاع ضغط الدم أوجدت الدراسات التي قام بها التعاون الكوكريني:
- كلوروثاليدون: يقلل من ضغط الدم الانقباضي والانبساطي بمقدار 12.5/4 مم زئبقي، وفاعليته لا تعتمد على مقدار الجرعة حينما تكون بين 12.5مغ و 75 مغ/ يوم.
- هيدروكلوروثيازيد: يعتمد تأثيره على مقدار الجرعة المعطاة للمريض، حيث يكون أكبر فاعلية على جرعة 50 مغ/يوم، يخفض ضغط الدم ما بين 11 مم زئبقي / 5 مم زئبقي.

بقيت مركبات الثيازيد وأشباه الثيازيد تشكل الحجر الأساسي في علاج ارتفاع ضغط الدم لأكثر من نصف قرن منذ بداية إنتاجها عام 1958. «ظلت حجر الأساس في إدارة ارتفاع ضغط الدم لأكثر من نصف قرن منذ بدء العمل بها [...] عدد قليل جدا من وكلاء تستخدم لعلاج أي مرض يمكن أن يفخر بهذه البقاء في القوة» الصلاحية«، الذي هو دليل على كل من فعالية وسلامة هذه المركبات» 
أوصت العديد من مراجع الممارسات الطبية استخدام مركبات الثيازيد كخيار رقم واحد في علاج ارتفاع ضغط الدم، ومنها مراجع الولايات المتحدة  والمراجع الأوروبية  على الرغم من هذا، في الآونة الأخيرة 2011 نصت مراجع المؤسسة العالمية للصحة والممارسات الطبية السريرية «نيس» مبادئ توجيهية بشأن إدارة ارتفاع ضغط الدم الأساسي في البالغين (CG127).
يوصى باستخدام مغلقات قنوات الكالسيوم كخيار رقم واحد في معالجة ارتفاع ضغط الدم واستخدام مركبات الثيازيد وأشباه الثيازيد فقط في حالة أن مغلقات قنوات الكالسيوم غير مناسبة للاستخدام أو في حالة أن المريض يعاني من الوذمات (وهي تجمع الماء والسوائل الزائدة في أنسجة وتجاويف الجسم) أو في خطر الإصابة بفشل القلب. كما تم استبدال الثيازيد بمثبطات محولات أنزيم الأنجيوتنسين في أستراليا وذلك بسبب زيادته لاحتمال الإصابة بمرض السكري2 .
لم يتم فهم آلية عمل الثيازيد في خفض ضغط الدم على المدى الطويل بشكل كامل. عند استخدام مركبات الثيازيد بشكل معتدل تعمل على خفض ضغط الدم عن طريق التسبب بإدرار البول، مما يؤدي إلى نقصان في حجم بلازما الدم والنتاج القلبي. على الرغم من هذا، فإن استخدام الثيازيد على المدى الطويل يعمل على تقليل ضغط الدم بتقليل الممانعة الجانبية (توسعة للشرايين).
آلية عمله غير واضحة لكن قد يكون تأثيره على مستوى الجسد كاملاً أو عن طريق التنظيم الداخلي للكلى أو كموسع مباشر للشرايين؛ إما عن طريق تثبيط إنزيم كربون أنهيدريز أو عن طريق إزالة حساسية خلايا أوعية العضلات الملساء لرفع كميات الكالسيوم الموجودة داخل الخلية بفعل نورإيبينيفرين.

### استخدامات أخرى
يعمل الثيازيد أيضاً على التقليل من كميات الكالسيوم المفرزة مع البول؛ مما يساعد على منع تكوّن الحصى الكلوية الناتجة عن تراكم الكالسيوم في الجسم. هذا التأثير مرتبط بشكل إيجابي مع توازن مستويات الكالسيوم ومرتبط أيضًا بارتفاع كثافة المكونات المعدنية للعظام والتقليل من إمكانية التعرض للكسور في العظام المرتبطة بأمراض هشاشة العظام. وفي فهم أقل لآلية العمل، يعمل الثيازيد بشكل مباشر على تحفيز بناء العظام وبناء المكونات المعدنية لها؛ وبالتالي تأخير احتمالية الإصابة بهشاشة العظام.
بسبب دور الثيازيد المهم في الاحتفاظ بالكالسيوم بالجسم فإنه يستخدم لعلاج:
- مرض دنت.
- انخفاض مستويات الكالسيوم في البلازما.
- تحصي الكلى (ارتفاع مستوى الكالسيوم في البول).
- التسمم بالبروم.
- مرض السكري الكلوي الكاذب.

## آلية العمل

آلية عمل الثيازيد- إيقاف إعادة امتصاص الصوديوم والكلورايد مما يؤدي إلى منع اعادة امتصاص الماء فيزيد إخراجه مع البول

تستمد مركبات هذا الصنف من مدرات البول من بنزوثياديازين.
تنظم هذه الأدوية الارتفاع في ضغط الدم عن طريق تثبيط إعادة الامتصاص لأيونات الصوديوم والكلور من القناة اللولبية البعيدة في الكلى عن طريق إغلاق نواقل الصوديوم-الكلور. يستخدم مصطلح الثيازيد للمركبات التي لها نفس التأثير والفاعلية لكنها تختلف في التركيب الكيميائي، مثل: كلوروثاليدون وميتولازون. يطلق على هذه المركبات عادةً اسم أشباه الثيازيد.
تعمل أشباه الثيازيد على زيادة إعادة امتصاص الكالسيوم في القناة البعيدة أيضًا عن طريق خفض تركيز الصوديوم في الخلايا الظهارية. وتعمل مركبات الثيازيد على زيادة فاعلية مكافحة موانئ الصوديوم-كالسيوم في الغشاء لزيادة نقل الكالسيوم نحو السائل بين الخلايا. وبهذا يقل تركيز الكالسيوم داخل الخلية وبالتالي سيزداد معدل ضخ الكالسيوم نحو الخلية عن طريق قنوات الكالسيوم الخاصة القمية (TRPV5)؛ في كلمات أخرى القليل من الكالسيوم في الخلية سيزيد من قوة السحب لإعادة الامتصاص من التجويف.
يعتقد أيضًا أن للثيازيد دور في إعادة امتصاص الكالسيوم عن طريق آلية تتضمن إعادة امتصاص الصوديوم والكالسيوم في القناة القريبة كاستجابة لنقصان تركيز الكالسيوم، قد يكون بعض هذه الاستجابات نتيجة إلى زيادة هرمون الغدة فوق الدرقية.

## التسمية «اللقب»
يعود اسم الثيازيد إلى كلاً من الجزيء والدواء؛ مما قد يؤدي إلى حدوث ارتباك عند البعض. بسبب بعض المركبات (أشباه الثيازيد) تعتبر غالبا مدرات للبول على الرغم من كونها ليست ثيازيد من ناحية التركيب الكيميائي. في هذا المحتوى تم أخذ الثيازيد على أنها أدوية تعمل على مستقبلات الثيازيد  التي هي نواقل الصوديوم- كلوريد.

## حليب الثدي
يمر«يجتاز» الثيازيد إلى حليب الثدي، ويمكن أن يقلل من تدفقه «حليب الثدي» أيضًا. وبذلك تم تنصيف الثيازيد في لجنة الأكاديمية الأمريكية لشؤون الأطفال كأدوية لها تأثير كبير على الأطفال الرضع ويجب إعطاءها للأم المرضعة بحذر.

## موانع الاستخدام
يمنع استخدام مركبات الثيازيد في حالات:
- انخفاض ضغط الدم.
- الحساسية اتجاه مركبات الكبريت.
- النقرس.[22]
- الفشل الكلوي.
- العلاج بالليثيوم.
- نقصان مستويات البوتاسيوم بالبلازما.
- قد تؤدي إلى تدهور في حالات مرضى السكري.

يقلل الثيازيد من تخليص الجسم من حمض اليوريك حيث تتنافس معه على نفس الناقل؛ وبالتالي يؤدي إلى زيادة مستوى حمض اليوريك بالدم؛ لذلك يتم إعطاءه بحذر لمرضى النقرس ومرضى ارتفاع مستويات حمض اليوريك بالدم.
يؤدي استخدام مركبات الثيازيد على المدى الطويل إلى الإصابة بارتفاع سكر الدم.
يؤدي الثيازيد إلى خفض مستويات البوتاسيوم بالبلازما ورفع مستويات الكالسيوم.
يؤثر الثيازيد على المشيمة (يقلل التروية الدموية للمشيمة) وبالتالي على الجنين لذلك ينصح بتجنب استخدامه في حالات الحمل.

## آليات نقص بوتاسيوم الدم
آلية عمل الثيازيد على انخفاض مستويات البوتاسيوم بالبلازما:
هناك عدة طرق تعمل بها مركبات الثيازيد على خفض مستويات البوتاسيوم بالبلازما:
- زيادة نقل الصوديوم إلى القناة الجامعة يؤدي إلى زيادة أخذ الخلية من الصوديوم من التجويف عن طريق قنوات الصوديوم في الخلايا الظهارية. وهذا بالتالي يؤدي إلى التبادل بين الصوديوم والبوتاسيوم، والذي ينتج عنه إفراز البوتاسيوم نحو التجويف وخسارة البوتاسيوم بين الخلايا. [بحاجة لمصدر]
- تحفيز نظام الرينين- الأنجيوتنسين- ألدوستيرون عن طريق إدرار البول، مما يؤدي لنقصان الحجم. يستجيب الجسم لنقصان الحجم عن طريق عكس تأثير إدرار البول، إحدى التأثيرات تكون عن طريق إفراز ألدوستيرون الذي يحفز مبدّل الصوديوم- بوتاسيوم مؤدي إلى زيادة في البوتاسيوم. لهذا السبب تستخدم مثبطات إنزيم محوّل الأنجيوتنسين التي تعمل على تثبيط إنتاج هرمون الأنجيوتنسين 2, وبالتالي تحفيز الألدوستيرون، بالإضافة لأدوية الثيازيد لمنع حصول نقصان في مستوى البوتاسيوم في البلازما.
- معدل التدفق في الخلايا الكلوية يزداد تحت تأثير مدرات البول، تقلل مستويات البوتاسيوم في التجويف، مما يؤدي إلى زيادة فرق تركيز البوتاسيوم. وبالتالي فقدان البوتاسيوم عن طريق العديد من قنوات البوتاسيوم مثل (رو إم كاي), التي لا تعتبر بأنها مبدلات وتسمح بتسهيل التدفق، وبهذا يكون فرق التركيز أدى إلى زيادة التدفق.

## المضاعفات
- ارتفاع سكر الدم
- ارتفاع مستوى الدهون بالبلازما
- ارتفاع مستوى اليويرا بالبلازما
- إرتفاع مستوى الكالسيوم بالبلازما
- انخفاض مستوى البوتاسيوم بالبلازما
- انخفاض مستوى الصوديوم بالبلازما
- انخفاض مستوى المغنيسيوم بالبلازما
- انخفاض مستوى الكالسيوم بالبول

## تاريخ الثيازيد
تم اكتشاف مركبات الثيازيد وتطويرها عن طريق علماء مارك اند كو، وكارل اتش، وبيبر، وجيمس إم، وسبارج، وجون أي، وبايير، وفريدريك سي، ونوفيلو عام 1950 وتسويق أول دواء من هذا الصنف وهو كلوروثيازيد تحت الاسم التجاري داي يريل عام1958. أدى البحث إلى اكتشاف كلوروثيازيد؛ مما أدى إلى حفظ الكثير من الأرواح وإزالة المعاناة لأخرى من ضحايا ارتفاع ضغط الدم حسب ما تم الاعتراف به من قبل على جائزة الصحة العامة خاصة من مؤسسة لاسكر في عام 1975.